# Een man alleen
Een man alleen (Engelse titel: Space Ranger, Amerikaanse titel: David Starr, Space Ranger) is een sciencefictionroman uit 1977 van de Amerikaanse schrijver Isaac Asimov.
Dit boek is het eerste deel van zes jeugdboeken in de Lucky Starr-serie die verscheen tussen 1952 en 1958. Deze boeken werden oorspronkelijk uitgegeven onder het pseudoniem Paul French.

## Synopsis
Het verhaal speelt zich af in de 70ste eeuw, vijfduizend jaar na het exploderen van de eerste atoombom. De mensheid heeft zich verspreid over het zonnestelsel en daarbuiten op andere planeten. De Aarde blijft echter de belangrijkste spil voor de mensen. Wegens het nijpend voedseltekort op de moederplaneet worden grote hoeveelheden voedsel vanaf Mars naar de Aarde getransporteerd. Bij de laatste ladingen is er iets mis en een dodelijk gif maakt het eten van Marsiaans voedsel levensgevaarlijk. Om paniek te vermijden wordt deze zaak geheim gehouden en David Starr, een lid van de wetenschapsraad naar Mars gestuurd om de zaak te onderzoeken. Hij ontdekt een georganiseerde misdaadorganisatie die probeert de aardse economie te ontwrichten. Starr kan de man achter de organisatie, Benson, ontmaskeren waarna deze schuldbekentenissen aflegt.